# Johan Christoph Schönfeld
Johan Christoph Schönfeld (Vlissingen, 5 juni 1918 – Wageningen, 18 maart 2005) was een Nederlands ingenieur en hoogleraar. 

## Levensloop
Hij was de zoon van Jan Frederik Schönfeld, waterbouwkundige en hoofdingenieur-directeur bij Rijkswaterstaat.  Hij groeide op te Vlissingen, Rotterdam en Arnhem. Na de HBS ging hij in 1937 technische natuurkunde studeren aan de Technische Hogeschool te Delft. In 1943 studeerde hij af als natuurkundig ingenieur op een onderzoek over getijden. Hij promoveerde in 1951 aan de Technische Hogeschool in Delft op de voortplanting van getijden en stormvloeden.
Tot 1948 werkte hij bij de Octrooiraad in Den Haag en ging daarna  in dienst bij de Centrale Studiedienst van Rijkswaterstaat. Tot 1969 was hij hoofdingenieur bij de Dienst Weg- en Waterbouwkunde. Met Jo Johannes (Joop) Dronkers, hoofdwiskundige bij Rijkswaterstaat, ontwikkelde hij de methode voor het nauwkeurig berekenen van getijbewegingen in de riviermondingen.
Vervolgens ontwikkelde hij samen met Ir. C.M. Verhagen de eerste analoge computer van Rijkswaterstaat, de Deltar, om deze berekeningen te kunnen uitvoeren. Deze methode en computer waren essentieel voor het ontwerpen en uitvoeren van de Deltawerken, met name om de sluiting van de stroomgaten mogelijk te maken.
Hij werd in 1966 benoemd tot buitengewoon hoogleraar aan de Technische Hogeschool te Delft en was vanaf 1969 gewoon hoogleraar in de vloeistofmechanica  bij de afdeling der weg- en waterbouwkunde  Hij aanvaardde dit met een rede “Tussen waterbouw- en wiskunde”. Hij werd belast met het onderwijs in de algemene mechanica in de bacheloropleiding, en daarnaast met het onderwijs in turbulentie en dichtheidsstromen in de masterfase. Bij het onderwijs in de algemene mechanica ging hij uit van de “wet van behoud van impuls” en veel minder van het gebruik van rekenrecepten. Dit leidde tot een conflict met zijn collega Bouma van toegepaste mechanica. De mathematische benadering van de mechanica werd door veel studenten als moeilijk ervaren. Wat niet meewerkte was het feit dat de colleges van Schönfeld in een grote collegezaal (enkele honderden studenten) niet goed over kwamen, dit in tegenstelling tot de mastervakken die hij voor kleine groepen gaf. Daarom is hij op zoek gegaan naar alternatieve onderwijsvormen. Hij introduceerde bij de TU Delft het systeem van mastery learning, gekoppeld aan automatisering. Studenten konden hierbij toetsen op door henzelf gekozen momenten afleggen, het Individueel Studiesysteem, afgekort tot ISS..  
Hij ging in 1983 met pensioen en overleed in 2005.

## Privé

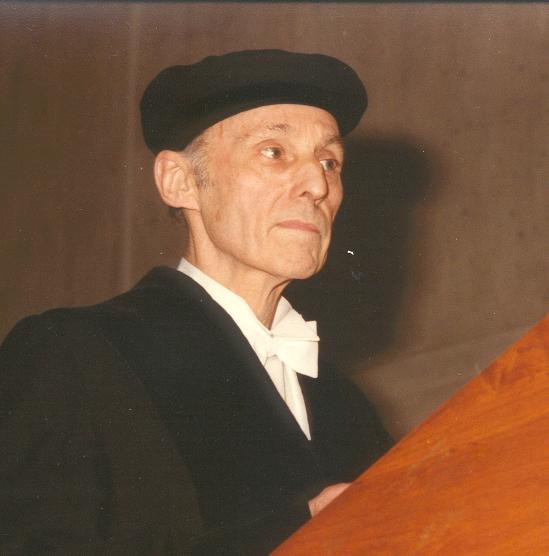
Schönfeld (ca. 1984)

Johan Christoph Schönfeld trouwde op 21 juli 1943 te Den Haag  met Helena Maria Adèr (Velp 5 maart 1920 – Ede 21 juni 1998). Zij kregen drie zonen en twee dochters.

## Publicaties

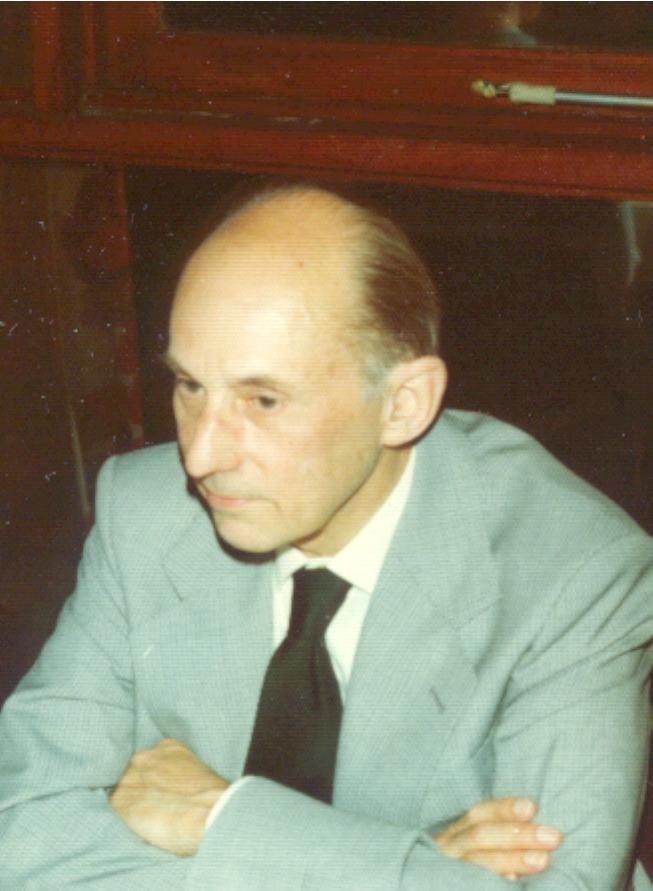
Schönfeld (ca. 1980)

- (1948-01). Voortplanting en verzwakking van hoogwatergolven op een rivier. De Ingenieur  : B1-B17
- (en) Propagation of tides and similar waves. Ministerie van Verkeer en Waterstaat (1951).
- (en) Voortplanting van getijden en soortgelijke golven (Propagation of tides and similar waves), proefschrift. Staatsdrukkerij en -uitgeverij (4 juli 1951).
- Bewerking van de zout- en snelheidswaarnemingen van april 1951 bij de Westsluis in Terneuzen. Rijkswaterstaat, Directie van de Waterstaat Centrale Studiedienst (1952).
- Nota zoutbezwaar van een zeesluis. Rijkswaterstaat, Centrale Studiedienst. (1952).
- Inleiding tot het impedantie-begrip en de theorie van de trillingsfilters in de hydraulika. Rijkswaterstaat, Nota (WWKZ-)53.1 (1953).
- Inleiding tot de methode der karakteristieken. Rijkswaterstaat, Nota (WWKZ-)53.2 (1953).
- (en) Analogy of hydraulic, mechanical, acoustic and electric systems. Rijkswaterstaat Report nr. CSD 53-5 in: Applied Scientific Research, Section A-Volume 3, p417–450, (1954) (1953).
- Problemen van de waterbeweging bij stormvloed in de Noordzee. Rijkswaterstaat Nota CSD 54-1 (1954).
- Vergelijkingen van een lange golf-beweging in twee dimensies. Rijkswaterstaat  Nota nr. CSD 54-2 (1954).
- Diffusie langs een getijrivier door begeleidende mengbewegingen. Rijkswaterstaat Nota (WWKZ-)FA 5903 (1954).
- Afsluiting van het Zwin : afmetingen van een inlaatsluis. Rijkswaterstaat Nota nr. CSD 55-2N (1955).
- (en) Mathematical representation of periodic scalers and vectors. Rijkswaterstaat Nota CSD 55-1 (1955).
- Getijberekening door integratie langs karakteristieken. Rijkswaterstaat , centrale studiedienst (1955).
- (en) Tides in funnel-shaped channels. Rijkswaterstaat nota nr. CSD 55-16N (1955).
- Elektrische Analogiemodellen van getijstelsels. Rijkswaterstaat Nota CSD 55-15N (1955).
- Een electronische Gyrator. Rijkswaterstaat Nota nr. CSD 56-6 (1956).
- Bepaling golfrichting door gecombineerde druk-snelheidsmeting. Rijkswaterstaat Nota nr. CSD 56-2 (1956).
- (fr) Circulation de l'énergie des marées dans les mers littorales. Rijkswaterstaat Nota nr. CSD 56-4  Compte rendu des quatrièmes journées de l'hydraulique (1956).
- Waterstanden achter een beweegbare stormkering in de Rotterdamse Waterweg. Rijkswaterstaat Nota nr. CSD 56-1 (1956).
- Getijberekening met de Armac. Rijkswaterstaat Nota CSD 56-9 (1956).
- Analogue methods for storm surge problems. Rijkswaterstaat Report nr. CSD 57-5 (1956).
- (en) Dispersion in the sea of atomic waste from a reactor on the Dutch coast. Rijkswaterstaat Nota (WWKZ-)FA 5902 (1959).
- (en) Diffusion by homogeneous isotropic turbulence. Rijkswaterstaat Nota (WWKZ-)FA 5901 (1959).
- (en) The mechanism of longitudinal diffusion in a tidal river. Rijkwaterstaat Nota (WWKZ-)FA 6001 (y1960).
- (en) Integral diffusivity. Rijkswaterstaat Nota (WWKZ-)FA 6102 (1961).
- Turbulente diffusie : lozing vanuit een bron in zee. Rijkswaterstaat Nota (WWKZ-M)FA 6411 (1964).
- Het randvoorwaardeprobleem bij tweedimensionale lange golven : I Theorie der karakteristieken. Rijkswaterstaat Nota (WWKZ-M)FA 6601 (1966).
- Het randvoorwaardeprobleem bij tweedimensionale lange golven : II Analyse met elementaire oplossingen. Rijkswaterstaat Nota (WWKZ-M)FA 6604 (1966).
- (en) Experimental and theoretical work in the field of turbulent diffusion performed with regard to the Netherlands estuaries and coastal regions of the North Sea. Rijkswaterstaat Nota (WWKZ-M)FA 6807 (1967).
- Lineaire methoden van getijanalyse. Rijkswaterstaat Nota (WWKZ-M)FA 6808 (1968).
- Eendimensionale diffusie : stabiliteit en covergentie van een differentieschema. Rijkswaterstaat Nota (WWKZ-M)FA 6803 (1968).
- Invloed van de bodemhelling op korte golven. Rijkswaterstaat Memo (WWK) 72-4 (1972).
- Fourieranalyse : ten behoeve van het college b9 : theorie van systemen in de civiele techniek.. TU Delft (1974).
- Collegedictaat b8, deel 9, 10, 11. TU Delft (1975).
- Dichtheidsstromen en interne golven, collegedictaat b81. TU Delft (1977).
- Algemene mechanica : college b8a : 1e semester. Dl. 1.. TU Delft (1978).
- Inleiding algemene mechanica : college b7. TU Delft (1982).
- Theorie van systemen in de civiele techniek (b9a) : hfdst. 1-3.. TU Delft (1982).
- Algemene mechanica b8 : handleiding bij de geïndividualiseerde cursus 1978-1979. TU Delft (1982).

- Library of Congress Control Number: n88603148
- Mathematics Genealogy Project: 131422
- Nederlandse Thesaurus van Auteursnamen: 073799424
- Système universitaire de documentation: 162197829
- Virtual International Authority File: 266571549